# Threadless
Threadless是一个總部位于美國伊利诺伊州芝加哥的在線艺术家社区和电子商务网站，由Jake Nickell和Jacob DeHart于2000年创辦。
每周约有1,000件设计作品提交至該网站，并交由公众投票。七天后，工作人员会对得分最高的设计进行评审。根据平均得分和社区反馈，每周該網站會选出约10个设计，印制在服装和其他产品上，并通过网上商店和芝加哥的零售店销售至全球。

## 外部連結
- 官方网站
- All printed Threadless Designs （页面存档备份，存于）

1. ↑  LATRACE, AJ. . Curbed.   [23 May 2017]. （原始内容存档于2021-04-12）.
2. ↑  Ori, Ryah. . Crain's.   [23 May 2017].
3. ↑  Lawton, Jenny. . NPR. 11 December 2006  [7 January 2012]. （原始内容存档于2021-04-12）.
4. ↑  .   [2021-04-12]. （原始内容存档于2021-05-26）.